# Городищенское сельское поселение (Немский район)
Городищенское сельское поселение  — муниципальное образование в составе Немского района Кировской области России, существовавшее в 2006 — 2011 годах.
Центр — деревня Городище.

## История
Городищенское сельское поселение образовано 1 января 2006 года согласно Закону Кировской области от 07.12.2004 № 284-ЗО.
Законом Кировской области от 5 июля 2011 года № 18-ЗО поселение упразднено, все населённые пункты включены в состав Архангельского сельского поселения.

## Состав
В состав поселения входили 5 населённых пунктов:
- деревня Городище
- деревня Жгули
- деревня Ключи
- деревня Кукмары
- деревня Слудка